# 7389 Michelcombes
7389 Michelcombes è un asteroide della fascia principale. Scoperto nel 1982, presenta un'orbita caratterizzata da un semiasse maggiore pari a 2,2640123 UA e da un'eccentricità di 0,2241142, inclinata di 4,30647° rispetto all'eclittica.
L'asteroide è dedicato all'astronomo francese Michel André Combes.